# CSM Constanța
Club Sportiv Municipal Constanța, cunoscut simplu sub numele de CSM Constanța, este un club sportiv municipal din Constanța, România, care evoluează în prezent în 76 de sporturi diferite. Clubul Sportiv Municipal Constanța își propune, în primul rând, să promoveze politicile sociale și programele de dezvoltare la nivel local pentru încurajarea și sprijinirea pe nivele a diferitelor forme ale sportului.
Sporturi: Aeronautică, aikido, alpinism și escaladă, arte marțiale, arte marțiale de contact, atletism, automobilism sportiv, badminton, biliard pool, baschet, baseball și softball, bob și sanie, box, bridge, canotaj, ciclism, culturism și fitness, sport columbofil, darts, dans sportiv, ecvestră, gimnastică, gimnastică ritmică, go, golf, haltere, handbal, hochei pe gheață, hochei pe iarbă, judo, carting,  kaiac canoe, karate kyokushin iko 2, karate, karate tradițional, karate WUFK, kempo, lupte, modelism, motociclism, natație, pentatlon modern, oină, orientare, pescuit sportiv, patinaj, polo, popice, powerlifting, radioamatorism, rugby, schi biatlon, scrabble, scrimă, sambo, snooker, sportul pentru toți, skanderbeg-armwrestling, șah, backgammon, taekwondo W.T, taekwondo I.T.F, tenis, tenis de masă, tir sportiv, tir cu arcul, triatlon, volei, vovinam viet-vo-dao, yachting, squash, crichet, chanbara, bowling, pangration athlima, wushu kungfu